# Gaetano Chiavacci
Gaetano Chiavacci (Foiano della Chiana, 19 giugno 1886 – Firenze, 1º febbraio 1969) è stato un filosofo e pedagogista italiano.
Rilevante esponente della stagione neoidealista italiana, fu tra i più innovativi interpreti ed eredi dell'attualismo gentiliano.

## Biografia
Nato a Foiano in provincia di Arezzo da Enrico Chiavacci e Annunziata Doni, ricevette l'istruzione primaria a Cortona, e quella secondaria nel liceo di Iesi.
Dal 1904 Gaetano Chiavacci frequentò la facoltà di lettere del Regio Istituto di Studi Superiori a Firenze, dove fu allievo di Guido Mazzoni, e conobbe tra gli altri il poeta filosofo Carlo Michelstaedter, di cui divenne grande amico, insieme ad Arangio-Ruiz, Cecchi, De Robertis, Lamanna, Facibeni. Nel 1911 si laureò con una tesi sul Decameron di Boccaccio, e l'anno seguente ottenne una cattedra di insegnamento per il ginnasio inferiore.
Con l'entrata dell'Italia nella prima guerra mondiale, Chiavacci combatté al fronte come capitano di artiglieria. Tornato all'insegnamento, nell'immediato dopoguerra vinse una cattedra per il ginnasio superiore, e iniziò nel contempo a frequentare la facoltà di filosofia a Roma, dove incontrò Giovanni Gentile, col quale si laureò nel 1921 con una tesi su Antonio Rosmini.
Dal 1924 cominciò a insegnare filosofia nei licei, e due anni dopo fu promosso a preside di varie scuole, tra cui Siena dove nacque suo figlio Enrico. Nel 1932 Chiavacci divenne professore universitario di pedagogia alla Scuola normale di Pisa, e dal 1938 insegnò filosofia teoretica a Firenze, ottenendo nel 1949 anche la cattedra di estetica.
Dal 1º gennaio 1957 Chiavacci entrò a far parte dell'Accademia Roveretana degli Agiati.
Gli verranno quindi elargiti diversi altri titoli accademici e riconoscimenti, come la medaglia d'oro ai benemeriti della scuola, della cultura e dell'arte il 2 giugno 1964.
Morì nel 1969. È sepolto nel Cimitero delle Porte Sante a Firenze.

## L'idealismo: tra Gentile e Michelstädter
(Gaetano Chiavacci, L'eredità di Gentile, in «Giornale di metafisica», n. 10, pp. 35-45, 1955)
Il pensiero filosofico di Gaetano Chiavacci si muove tra l'idealismo attuale di Gentile da un lato, e l'anti-dialettica esistenziale di Carlo Michelstaedter dall'altro, conciliati in un'ottica spiritualista cristiana.
Dell'attualismo gentiliano egli intende rivalutare la portata atemporale dell'atto puro dello Spirito, a cui riconosce piena realtà, a differenza dell'attualità concepita come un presente situato storicamente tra un passato e un futuro illusori.
Riappropriandosi al contempo del criterio della persuasione di Michelstädter, Chiavacci ritiene che non si debba a sua volta fare dell'atto una teoria, una filosofia panlogista staccata dalla vita e dal suo stesso attuarsi, «perché deve essere essa la vita».
Gentile ha avuto il merito di elaborare una filosofia anti-intellettualistica che non si esaurisce nel concetto, ma è autoconcetto, mostrando come il mondo consista nell'autocoscienza dell'atto pensante, in cui vi è «assoluto possesso, realtà attuale immanente al suo farsi».
Egli tuttavia non avrebbe compreso appieno le conseguenze di questo attuarsi dell'atto, e sarebbe rimasto a sua volta dentro un "concetto" dell'autoconcetto, cioè in una forma di mediazione logica, di costruzione intellettuale, in un logo astratto che supera e smarrisce la «fonte della verità».
L'atto invece, per Chiavacci, proprio perché non può essere ridotto a fatto, cioè ad oggetto, è un atto «che sfugge ad ogni metro di criterio preconcetto, e che, per comprenderlo, bisogna rivivere dal di dentro».
Tale consapevolezza interiore che «il soggetto ha di sé senza oggettivarsi», è per Chiavacci fondamentalmente un'intuizione, un sentimento, che permea la dialettica dell'atto pensante articolata nel soggetto e nell'oggetto. Essa bensì è anche un processo mediato, da cui risulta un logo "pensato" senza cui non si avrebbe coscienza formante della sua stessa origine intuitiva, ma un pensato che resterebbe vuota astrazione, «caput mortuum, se si distacca dalla sintesi di cui vuol rendere conto, da quella sintesi che gli dà un contenuto vivo e sempre nuovo, e che è l'intuizione costitutiva dell'attualità dell'io e che forse meglio si potrebbe dire sensus sui».
Essa è infine, negli esiti religiosi dell'ultimo Chiavacci, essenzialmente fede.

## Opere
- Tesi di laurea:
  - La Commedia nel Decamerone (Iesi, tipografia Fiori, 1912)
  - Il valore morale nel Rosmini (Firenze, Vallecchi, 1921)
- Illusione e realtà. Saggio di filosofia come educazione (Firenze, La Nuova Italia, 1932), concepita come una traduzione in forma propositiva del tema della «persuasione» che era stata esposta nell'opera di Michelstaedter in maniera indiretta e non sistematica come contrapposizione alla «rettorica».[12]
- Saggio sulla natura dell'uomo (Firenze, Sansoni, 1936), dove il conflitto michelstädteriano tra illusione e realtà diventa quello tra natura e ragione umana,[13] superato dalla dialettica dell'atto spirituale.[1]
- La ragione poetica (Firenze, Sansoni, 1947), divisa in due parti: Il momento dell'Indifferenza, che affronta il problema della discordanza tra natura e intelletto, ovvero tra fatti e concetti, e tra questi e valori;[14] e Il momento della libertà, che assegna alla libera creatività di una ragione non logica ma poetica il fondamento di quei valori, attraverso le dimensioni dell'arte e della religione.[1]

Chiavacci ha inoltre curato l'edizione delle Opere di Michelstaedter (Firenze, Sansoni, 1958), oltre a redigere, su richiesta di Gentile, la voce "Michelstaedter" per l'Enciclopedia Italiana.
A lui si devono poi altri due saggi sul Rosmini: 
- Filosofia e religione nella vita spirituale di A. Rosmini (Milano, Bocca, 1943), e
- La filosofia politica di A. Rosmini (Milano, Bocca, 1955).

Postume
- Quid est veritas? Saggi filosofici (1947-1965), a cura di A.M. Chiavacci Leonardi, introduzione di Eugenio Garin, Firenze, Olschki, 1986
- Gentile – Chiavacci. Carteggio (1914-1944), a cura di Paolo Simoncelli, Firenze, Le Lettere, 1996